# يوتارو فوكوشيما
يوتارو فوكوشيما (باليابانية: 福島 祐太郎) (29 أكتوبر 1987 في غونما في اليابان – )؛ هو لاعب كرة قدم كان يلعب كلاعب وسط.